# ناوکی کانوما
ناوکی کانوما (ژاپنی: 鹿沼 直生؛ زادهٔ ۷ دسامبر ۱۹۹۷) یک بازیکن فوتبال اهل ژاپن است.
از باشگاه‌هایی که در آن بازی کرده‌است می‌توان به باشگاه فوتبال ساگامیهارا اشاره کرد.